# Halothamnus
Halothamnus é um género botânico pertencente à família Amaranthaceae.

## Espécies
- Halothamnus sect. Pungentifolia
- Halothamnus acutifolius
- Halothamnus afghanicus
- Halothamnus auriculus
  - Halothamnus auriculus subsp. acutifolius
  - Halothamnus auriculus var. latifolius
- Halothamnus bottae
- Halothamnus bottae subsp. miger
- Halothamnus cinerascens
  - Halothamnus cinerascens var. glaber
  - Halothamnus cinerascens var. hispidulus
  - Halothamnus cinerascens subsp. vestitus
  - Halothamnus cinerascens var. vestitus
- Halothamnus glaucus
  - Halothamnus glaucus var. heptapotamicus
  - Halothamnus glaucus subsp. hispidulus
  - Halothamnus glaucus subsp. tianschanicus
- Halothamnus heptapotamicus
- Halothamnus hispidulus
- Halothamnus iranicus
- Halothamnus kermanensis
- Halothamnus lancifolius
- Halothamnus psammophilus
- Halothamnus schurobi var. hispidulus
- Halothamnus sistanicus
- Halothamnus somalensis var. papillosus
- Halothamnus subaphyllus
  - Halothamnus subaphyllus subsp. charifii
  - Halothamnus subaphyllus subsp. psammophilus
- Halothamnus tianschanicus